# Attignat
Attignat es una comuna francesa situada en el departamento de Ain, de la región de Auvernia-Ródano-Alpes. Es la cabecera (bureau centralisateur en francés) y mayor población del cantón de su nombre.

## Geografía
Está situada a 12 km al noroeste de Bourg-en-Bresse.

## Demografía
| 1 205 | 1 236 | 1 279 | 1 682 | 1 776 | 1 924 | 3 023 | 3 328 |
| Para los censos de 1962 a 1999 la población legal corresponde a la población sin duplicidades (Fuente: INSEE [Consultar]) |       |       |       |       |       |       |       |